# 荀玉珍
荀玉珍，元末官员。
1367年，已统一江南的应天朱元璋政权的任命荀玉珍任松江府知府一职。县民钱鹤皋勾结张士诚旧部，发动叛乱，攻破松江，荀玉珍被杀。